# Abiramam
Abiramam è una suddivisione dell'India, classificata come town panchayat, di 6.636 abitanti, situata nel distretto di Ramanathapuram, nello stato federato del Tamil Nadu. In base al numero di abitanti la città rientra nella classe V (da 5.000 a 9.999 persone).

## Geografia fisica
La città è situata a 9° 28' 0 N e 78° 27' 0 E e ha un'altitudine di 40 m s.l.m..

## Società

### Evoluzione demografica
Al censimento del 2001 la popolazione di Abiramam assommava a 6.636 persone, delle quali 3.243 maschi e 3.393 femmine. I bambini di età inferiore o uguale ai sei anni assommavano a 691, dei quali 331 maschi e 360 femmine. Infine, coloro che erano in grado di saper almeno leggere e scrivere erano 5.157, dei quali 2.753 maschi e 2.404 femmine.